# Pterostichus galaecianus
Pterostichus galaecianus é uma espécie de insetos coleópteros pertencente à família Carabidae.
A autoridade científica da espécie é Lauffer, tendo sido descrita no ano de 1909.
Trata-se de uma espécie presente no território português.